# Chase Simon
Chase Edward Simon (Detroit, 11 marzo 1989) è un ex cestista statunitense.

## Palmarès
- Campionato polacco: 1

Włocławek: 2018-2019
- Coppa di Polonia: 1

Włocławek: 2020
- Supercoppa polacca: 1

Włocławek: 2019